# Brede moswants
De brede moswants (Drymus latus) is een wants uit de onderfamilie Rhyparochrominae en uit de familie bodemwantsen (Lygaeidae).
De onderfamilie Rhyparochrominae wordt ook weleens als een zelfstandige familie Rhyparochromidae gezien in een superfamilie Lygaeoidea. Lygaeidae is conform de indeling van bijvoorbeeld het Nederlands Soortenregister.

## Uiterlijk
De brede moswants is moeilijk te onderscheiden van de andere soorten. De kop, het schildje (scutellum), het halsschild (pronotum) en antennes zijn zwart. De dijen hebben één grote tand en twee of drie kleine tanden. Op de schenen (tibia) zijn rechtopstaande haren. De onderkant van het abdomen is glanzend met verspreid staande haren. De voorvleugels met het membraan (doorzichtige deel) zijn donkerbruin. Het membraan heeft een schuin, smal, lichtbruin vlekje. De lengte is 4,8 – 5,9 mm.

## Verspreiding en habitat
De soort komt vooral voor in het zuidelijk deel van West en Centraal-Europa. In het zuidoosten is hij verspreid tot bij de Zwarte Zee. Men vindt de soort zowel in droge warme gebieden als in vochtige, open gebieden met een leembodem, zandbodem of rotsachtige bodem. Maar het meest algemeen is hij op kalkgrond.

## Leefwijze
Er is weinig bekend over het leven van de brede moswants. Ze leven onder bladafval en mos. Soms klimmen de imago’s in de planten. Ze schijnen een binding te hebben met planten uit de lipbloemenfamilie (Lamiaceae). In Duitsland worden ze het meest bij tijm (Thymus) gevonden. De imago’s overwinteren en er is blijkbaar één generatie per jaar. De nieuwe generatie verschijnt in augustus (zelden in midden juli).